# Brosimum rubescens
El palosangre (Brosimum rubescens), también conocido como granadillo, lechoso o mirapiranga, es un árbol de la familia de las moráceas, nativo de América del Sur.

## Descripción
Alcanza entre 20 y 40 m de altura y hasta 1 m de diámetro. La corteza viva es de color castaño, fibrosa, con latéx blanco en puntos; la albura es amarilla y el duramen rojizo. Presenta hojas alternas, simples con margen entero, ápice acuminado, base aguda y estípulas envolventes terminales; pecioladas, elípticas, de 10 cm por 4 cm. Las infrutescencias son globosas, frutos drupáceos, que al madurar son de color verde amarillento claro y de sabor dulce. Hay 1 a 9 semillas en cada fruto.

## Distribución y hábitat
Se encuentra a lo largo de la cuenca amazónica de Colombia, el Perú, Brasil, Surinam y Guyana. Se desarrolla en el bosque tropical húmedo o muy húmedo. Prospera en colinas bajas.

## Usos
La madera es utilizada en la talla de arcos y artesanías en general. Se usa para fabricar marcos,  tacos de billar, cajas decorativas, objetos artísticos, cofres, enchapes para pisos y partes de instrumentos musicales. El corazón del tronco es usado para elaborar instrumentos rituales.
Un estudio técnico de la madera determinó que puede usarse para construcciones estructurales, acabados interiores y exteriores, artículos atléticos y deportivos, muebles, mangos de objetos, instrumentos musicales y arcos para violín.
El látex blanco se mezcla con el de Hevea brasiliensis y Couma macrocarpa en la elaboración artesanal de caucho.
Las indígenas tikunas de la Amazonia colombiana toman la decocción de la raspadura de la corteza de palo sangre para aliviar tanto los dolores menstruales, como los dolores posparto.
Los indígenas uitotos tienen un instrumento musical llamado garada, consistente en un bastón largo tallado en palo de granadillo, el cual lleva en la parte superior un cascabel hecho con dientes de animalitos pequeños.